# Ludvika
Ludvika je město ve Švédsku nacházející se v kraji Dalarna. Ke konci roku 2010 byl počet obyvatel 14 498. Největším zaměstnavatelem ve městě je švédsko-švýcarská nadnárodní korporace ABB. 
Ludvika se nachází u jezera Väsman v jihovýchodní části obce.